# Penelope (2006)
Penelope is een Brits-Amerikaanse sprookjesfilm onder regie van Mark Palansky. De productie ging in première op het Internationaal filmfestival van Toronto van 2006.

## Verhaal
De film draait om Penelope Wilhern (Christina Ricci), een vrouw uit de aristocratische familie Wilhern die door een vloek die 100 jaar geleden over haar familie uit is gesproken, is geboren met een varkensneus en varkensoren. Haar oudovergrootvader (Nick Prideaux) werd namelijk ooit verliefd op een dienstmeisje en bezwangerde deze. Hij wilde hierop met haar trouwen, maar vanwege de afkeuring van zijn familie brak hij echter met haar. Daarop pleegde ze zelfmoord. De moeder van het meisje, die bedreven was in hekserij, ontstak vervolgens in woede en sprak een vloek over de familie Wilhern uit. Die bepaalde dat het eerstvolgende meisje dat geboren zou worden binnen de familie ter wereld zou komen met een varkenshoofd. De Wilherns brengen daarop generaties lang alleen zonen voort, maar uiteindelijk komt er met Penelope een meisje ter wereld. De op haar rustende vloek kan alleen worden opgeheven, wanneer iemand van de eigen stand haar neemt zoals ze is.
Moeder Jessica (Catherine O'Hara) en vader Franklin (Richard E. Grant) zetten kort na Penelopes geboorte haar dood en crematie in scène, om aan de opdringerige reporter Lemon (Peter Dinklage) te ontkomen. Zo groeide ze goed verzorgd, maar eenzaam op binnen de muren van haar ouderlijk huis. Sinds Penelope op huwbare leeftijd kwam, organiseert haar moeder niettemin geheime audiënties met aristocratische jongemannen. Ze hoopt dat een van hen met Penelope wil trouwen om zo de vloek op te heffen. De jongemannen weten echter stuk voor stuk niet hoe snel ze weg moeten komen wanneer ze haar voor het eerst te zien krijgen.
Lemon komt er naar aanleiding van de uitspraken van de weggelopen aristocratenzoon Edward Vanderman (Simon Woods) achter dat Penelope nog steeds in leven is. Hij gaat op zoek naar een berooide aristocratische jongeman die geld nodig heeft, om deze voor een beloning van 5000 dollar op audiëntie te laten gaan. Daarbij moet deze dan stiekem een foto maken, die hij kan publiceren. Hij komt zodoende uit bij pokerverslaafde Johnny (James McAvoy), en geeft hem de opdracht de foto te maken. Deze vlucht als eerste niet wanneer hij Penelope ziet, maar heeft zijn eigen redenen om niet met haar te willen trouwen.
Daarop vlucht Penelope stiekem door de achterdeur het huis uit, vermomd met een tot over haar neus getrokken sjaal, die ze nooit afdoet. Ze ontmoet Annie (Reese Witherspoon) in het café, terwijl ze voor het eerst aan de alcohol is. Deze merkt dat het haar totaal onbekende meisje weinig tot niets weet van de wereld om haar heen. Annie neemt Penelope daarop mee op tochtjes achter op haar Vespa. Penelope stuurt ansichtkaartjes vanaf elke nieuwe plek waar ze komt naar haar ouders, waarin ze laat weten dat ze het goed maakt. Waar ze te vinden is, houdt ze voor zich. Het gebied waarin ze rondreist is inmiddels op de hoogte dat Penelope nog leeft middels een krantenstuk van Lemon. Omdat Johnny's poging een foto te maken mislukte, staat er alleen een compositietekening bij gemaakt met medewerking van Vanderman. Daarop heeft ze behalve varkensoren en een varkensneus ook grote vervaarlijke slagtanden en een woest agressieve blik in haar ogen.
Uiteindelijk kan Penelope haar droom najagen en een horticulturist worden. Ze breekt zelf de vloek door zichzelf te leren accepteren zoals ze is. In de laatste scènes vormt ze een koppel met Johnny.

## Rolverdeling
- Christina Ricci - Penelope Wilhern
- James McAvoy - Johnny Martin ("Max Campion")
- Catherine O'Hara - Jessica Wilhern
- Richard E. Grant - Franklin Wilhern
- Ronni Ancona - Wanda
- Peter Dinklage - Lemon
- Simon Woods - Edward Humphrey Vanderman III
- Nigel Havers - Edward Vanderman II
- Burn Gorman - Larry
- Russell Brand - Sam
- Reese Witherspoon - Annie
- John Voce - Duty Cop
- Nick Frost - Max Campion

## Achtergrond

### Productie
De productie van Penelope begon in 2006 in Londen. in 2006 in Londen. Het was voor Reese Witherspoon haar eerste film waarin ze zowel meespeelde als de productie verzorgde.
Het scenario van de film is geschreven door Leslie Caveny. Een romanversie van het verhaal werd geschreven door Marilyn Kaye.
Na voltooiing duurde het nog een jaar voor de bioscooppremière plaatsvond. Dit omdat The Weinstein Company en IFC Films, de studio’s die de film eigenlijk uit hadden moeten brengen, het project schrapten.

### Soundtrack
1. "The Story of the Curse, Pt. 1" door Joby Talbot – 3:57
2. "The Story of the Curse, Pt. 2" door Joby Talbot – 4:58
3. "Waking Life" door Schuyler Fisk – 4:07
4. "The Piano Song" door Meiko – 2:46
5. "Penelope Breaks Free" door Joby Talbot – 1:58
6. "Fairground" door Joby Talbot – 1:31
7. "Give In" door The Secret 6 – 4:46
8. "Queen of Surface Streets" door DeVotchKa – 5:26
9. "String of Blinking Lights" door Paper Moon – 4:18
10. "The Wedding" door Joby Talbot – 4:03
11. "Ageless Beauty" door Stars – 4:05
12. "The Kiss" door Joby Talbot – 4:22
13. "Hoppípolla" door Sigur Rós – 4:15
14. "Your Disguise" door James Greenspun – 3:09

### Ontvangst
De film werd met gemengde reacties onthaald door critici. Op Rotten Tomatoes scoort de film 52% aan goede beoordelingen. Op Metacritic scoort de film 48 punten op een schaal van 100.
De film haalde in de Verenigde Staten in het eerste weekend 3,8 miljoen dollar binnen. De film bracht wereldwijd 20,8 miljoen dollar op.